# Задній привід
Задній привід — конструкція трансмісії автомобіля, коли крутний момент, що створюється двигуном, передається на задні колеса. Реалізовано це може бути при різноманітному взаємному розташуванні двигуна і агрегатів трансмісії.

## Задній привід, двигун спереду (FR)

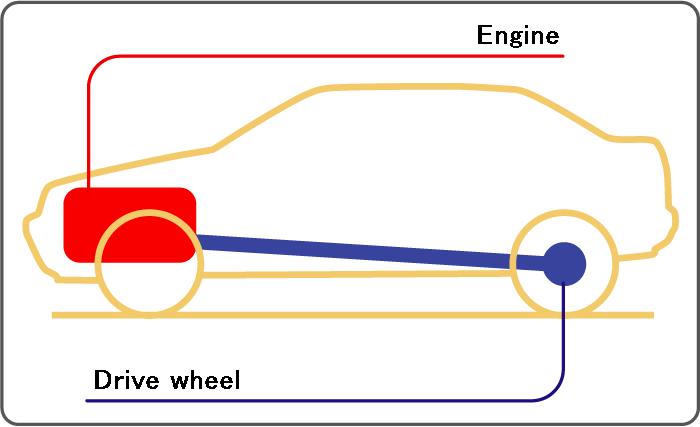
Схема FR

Двигун спереду, задній привід, FR (англ. Front-engine, Rear-wheel drive). Це було найбільш розповсюджене компонування протягом XX сторіччя.
Це компонування зазвичай вибирають через просту розробку та розваговку. Охолодження двигуна у такому випадку є досить простою задачею, а використовування задньої осі як тягової дає достатньо простору для розміщення коробки передач, а також немає механічних проблем із передачею потужності до керуючих коліс. Також, через те, що двигун та коробка передач розташовані подовжньо, загалом біля них більше місця, і це дуже спрощує проектування і втручання в підкапотний простір, ніж у пересічного FF-автомобіля. Однак, таке компонування потребує центрального тунелю, це дещо зменшує свободу проектування салону автомобіля.
Компонування FMR базується на FR.
Переважна більшість спорткарів та люкс-автомобілів були та є задньопривідними із переднім розташуванням двигуна, попри те, що більшість сучасних автомобілів використовують FF-компонування.

## Задній привід, двигун спереду у колісній базі (FMR)

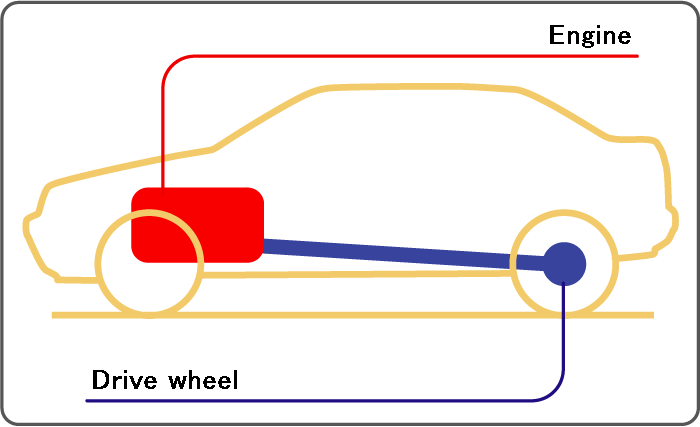
Схема FMR

Двигун спереду у колісній базі, задній привід, FMR (англ. Front Mid-engine, Rear-wheel drive). Загалом, це компонування ідентична до FR, але двигун достатньо сильно зміщений назад, щоб його центр мас був за передньою віссю. Таким чином покращується розподіл ваги та зменшується момент інерції, тим самим покращується керованість.
FMR-автомобілі відрізняються довгим капотом та тим, що передні колеса розташовані незвично близько до бамперу. Авто класу гран-турізмо часто використовують FMR, бо двигун розташований за кабіною не залишає достатньо місця для задніх місць.
Типовими автомобілями для FMR-компоновки є:
- Aston Martin Vanquish та V8 Vantage 2005
- BMW Z4
- Chevrolet Corvette
- 4-е покоління Chevrolet Camaro та Pontiac Firebird
- Dodge Viper
- Ferrari 612 Scaglietti
- Honda S2000
- Maserati Quattroporte
- Mazda RX-7 та RX-8
- Mercedes-Benz SLR McLaren
- Nissan 370Z
- Porsche 928, 924, 944 та 968

## Задній привід, двигун у колісній базі (RMR)

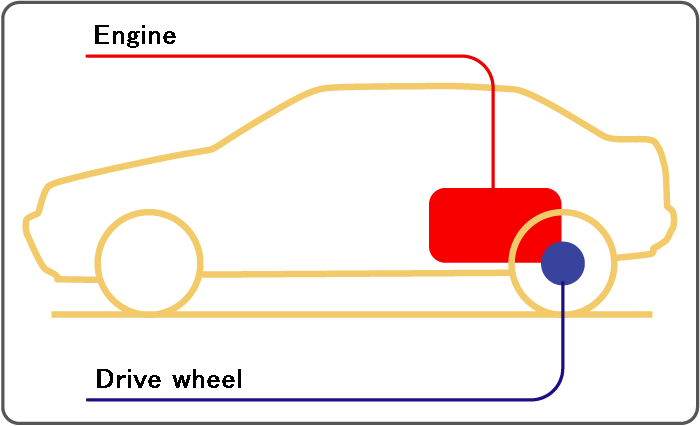
Схема RMR

Двигун ззаду у колісній базі, задній привід, RMR (англ. Rear Mid-engine, Rear-wheel drive). Це компонування зазвичай вибирають через низький момент інерції, а також сприятливий розподіл ваги — найважчу деталь розміщено між осями. Має схильність до більш важкої задньої частини, що дозволяє більш швидке прискорення. Таке компонування відбирає значну кількість центрального простору, і є непрактичним для усіх автомобілів, окрім двомісних спорткарів.
У сучасних гоночних автомобілях, RMR є звичайною конфігурацією, і часто є синонімом до «двигун ззаду». Завдяки гарному розподілу ваги, це компонування сильно використовується у формульних автомобілях (наприклад, у Формулі-1).
Прикладом автомобілів, що використовують це компонування можуть бути:
- Clio V6 Renault Sport
- Ferrari Enzo Ferrari
- Jaguar XJ220
- Koenigsegg CCXR
- Lancia Stratos
- Lotus Exige S
- Maserati MC12
- Porsche Carrera GT

## Задній привід, двигун ззаду (RR)

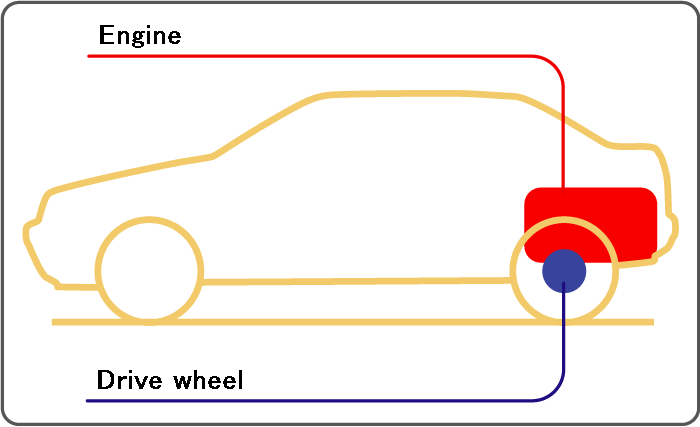
Схема RR

Двигун ззаду, задній привід, RR (англ. Rear-engine, Rear-wheel drive). У такій компоновці центр мас двигуна знаходиться ззовні колісної бази автомобіля. Не слід плутати це із центром мас всього автомобіля — якщо б він також знаходився за задньою віссю, то передні колеса неможливо було б утримати на землі.
Таке компонування має такий розподіл ваги, що не є дуже сприятливим до керованості. Тому, в такій конфігурації будували незначну кількість автомобілів, і зараз є небагато RR-автомобілів — Porsche 911, Smart Fortwo,ЗАЗ-968. Проблеми керованості таких автомобілів — коли автомобіль починає ковзати у повороті, то він намагається крутитись далі, особливо під час гальмування (надмірне кермування). Це створює проблеми безпеки у автоперегонах, а також є дуже небезпечним для звичайних водіїв, особливо на вологих дорогах, та під час ожеледиці. Хоча, така поведінка є бажаною у дріфтингу.